# Paradise Valley (Arizona)
Paradise Valley ist eine US-amerikanische Stadt im Maricopa County des Bundesstaats Arizona.
Das U.S. Census Bureau hat bei der Volkszählung 2020 eine Einwohnerzahl von 12.658 ermittelt. Paradise Valley hat eine Fläche von 40,1 km². Die Stadt befindet sich zwischen den Arizona State Routes 51 und 101.

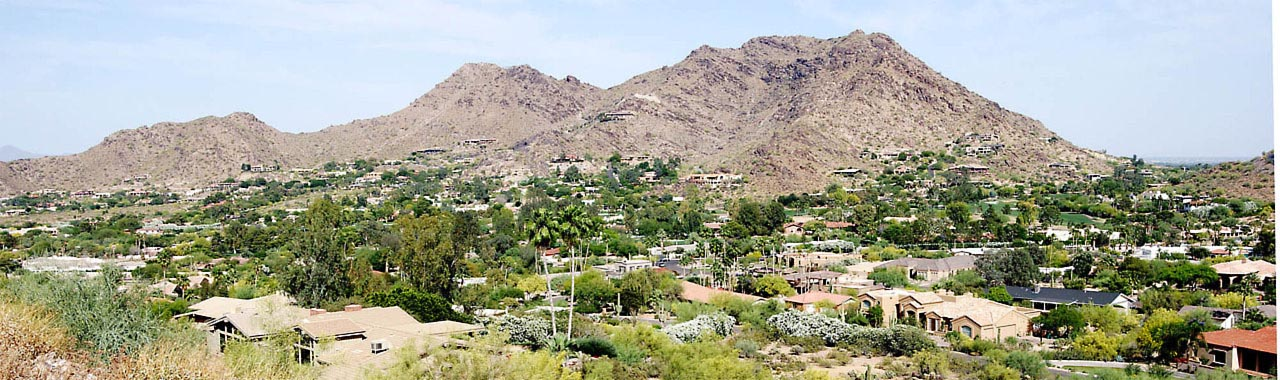
Paradise Valley (2008)
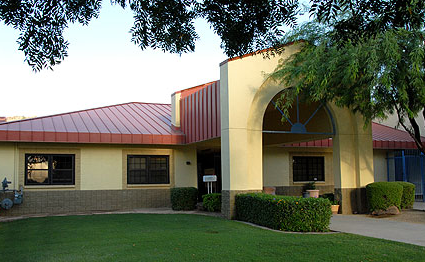
Tesseract School's Doubletree Campus (2009)
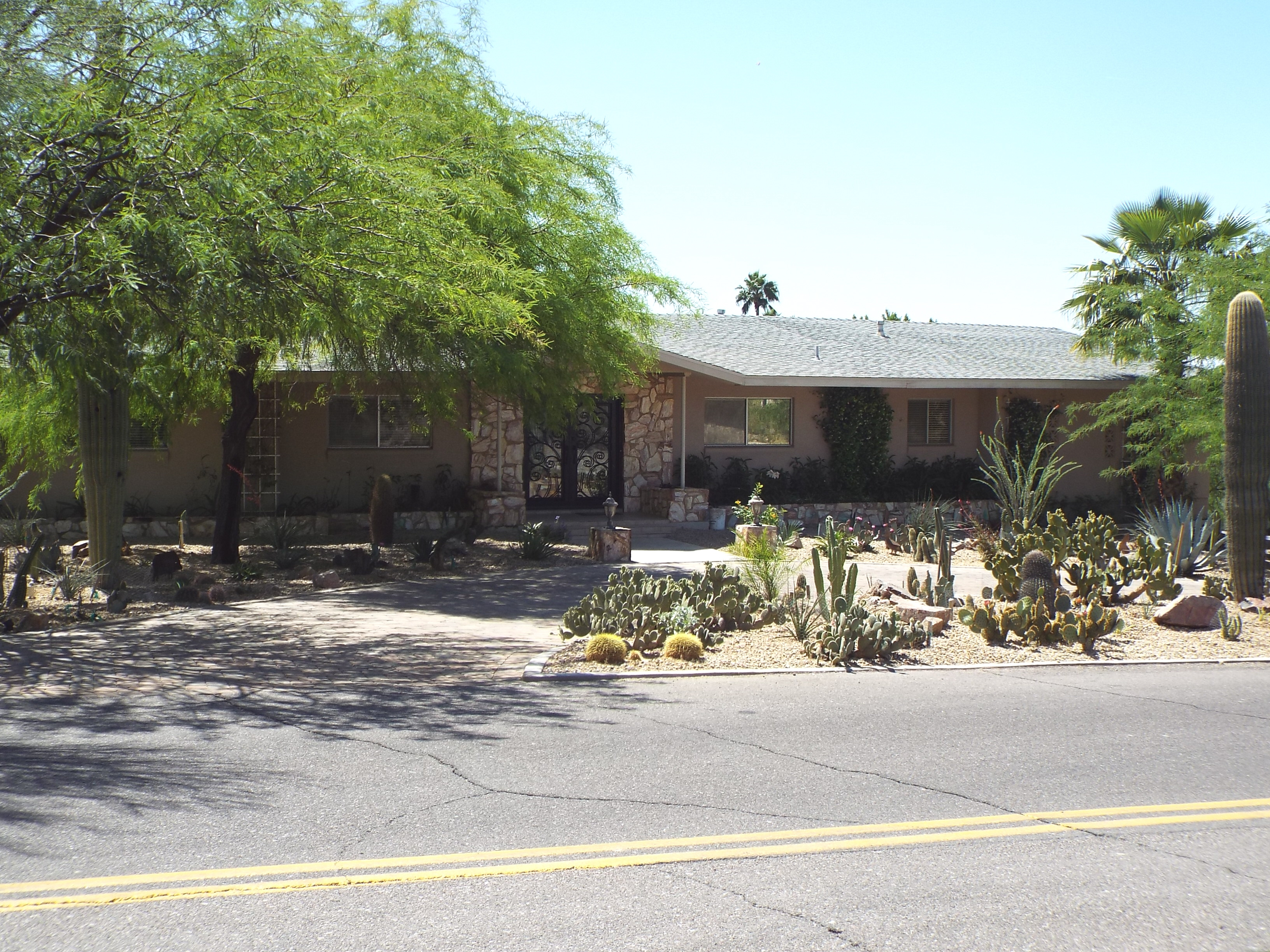
Goldwater House (2016)
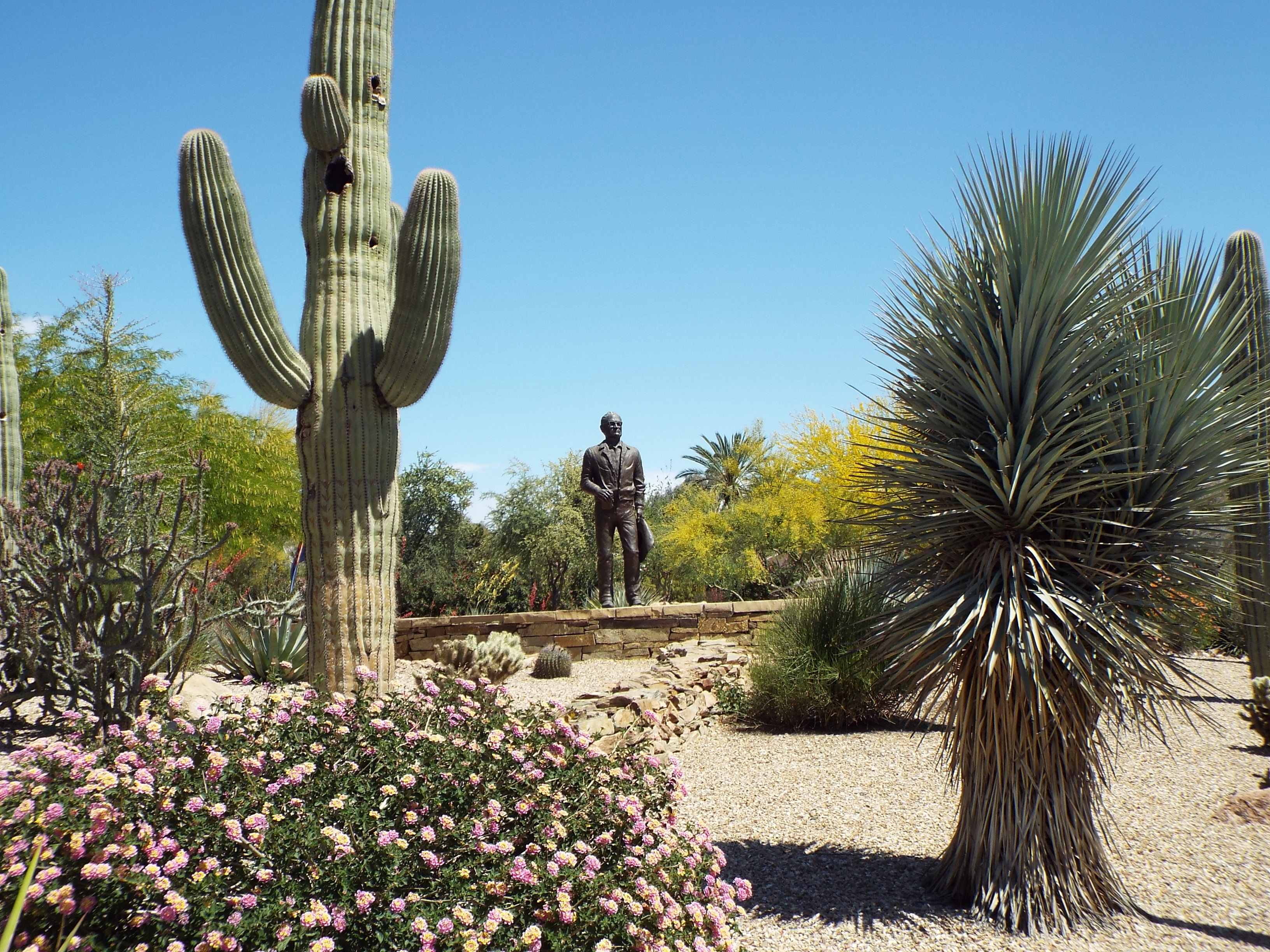
Barry Goldwater Memorial Park (2016)
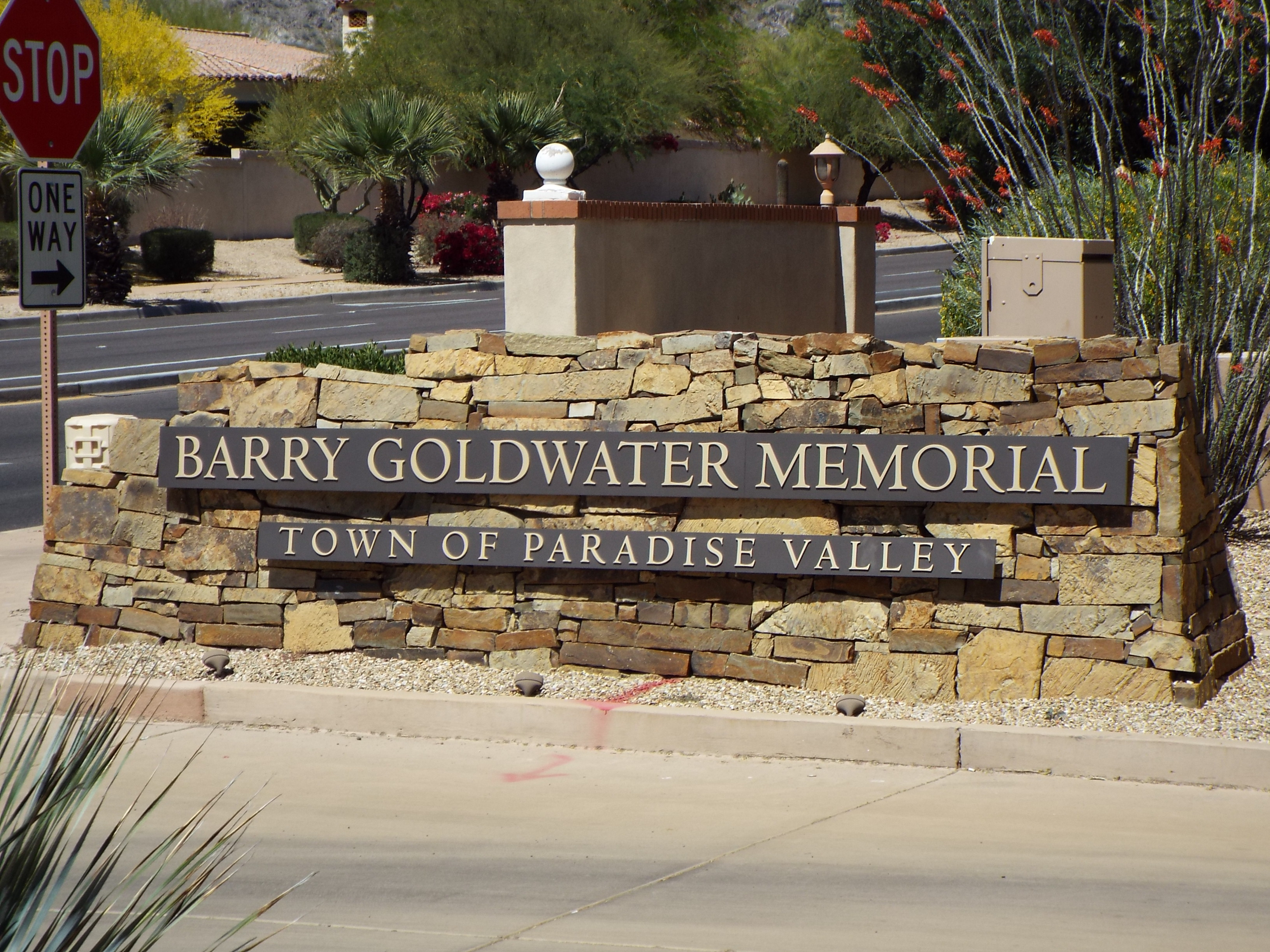
Barry Goldwater Memorial Park (2016)
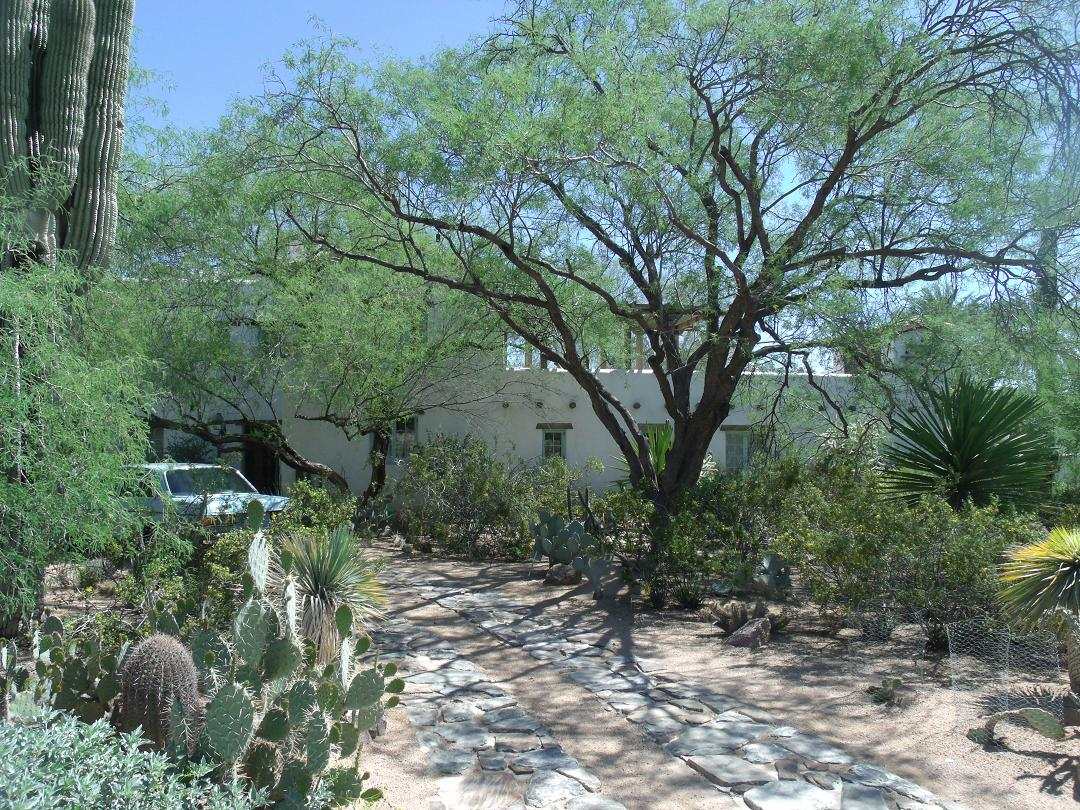
Edward L. Jones House (2013)
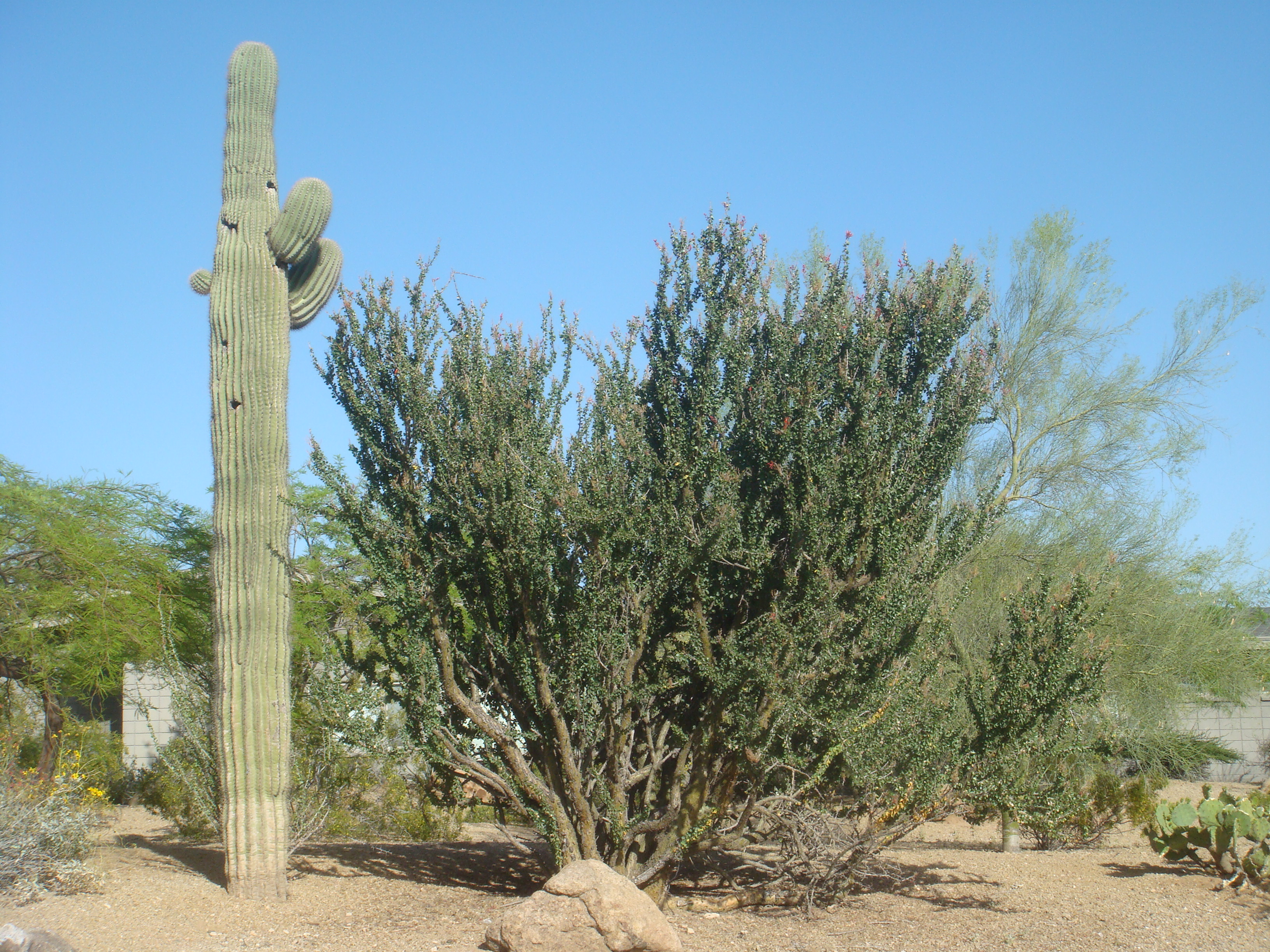
Fouquieria macdougalii (2008)

## Persönlichkeiten
- Geboren und aufgewachsen ist hier, nahe Phoenix, der Hauptstadt des US-Bundesstaats Arizona, der US-amerikanische Journalist und Politico-Auslandskorrespondent Matthew Karnitschnig.[2]
- Peter Kostis (* 1946), Golfanalytiker
- Erskine Caldwell (1903–1987), US-Schriftsteller („Tabacco Road“) lebte hier bis zu seinem Tod
- Clive Cussler (1932–2020), Schriftsteller